# Krimwijk
Krimwijk is een wijk in Voorschoten ten noorden van het centrum aan de oostkant van de Leidseweg. De wijk is grotendeels aangelegd in de jaren 50. Nederlandse en Russische media meldden dat voor de ramp met vlucht MH17 een van de dochters van Vladimir Poetin, Maria Vorontsova, in de Krimwijk woonde.

## Nieuwbouw in Krimwijk
Ten oosten van de bestaande wijk is een nieuwe fase aangelegd in een voormalig kassengebied langs de Vliet. Dit nieuwbouwproject van 660 woningen staat bekend als Krimwijk II, maar ook onder de namen Park Allemansgeest en Zuid-Hofland (naar Zuid-Hoflandse polder). De naam Allemansgeest is afgeleid van een boerderij met dezelfde naam die ten noorden van het gebied staat. Momenteel is hier een restaurant gevestigd. 'Geest' in de naam Allemansgeest verwijst naar de grondsoort - geestgrond.
De nieuwbouw werd op 15 december 2006 gestart met het slaan van de eerste paal door wethouder Horlings. Het nieuwe plan omvat woningen, appartementen en de nieuwbouw voor de Basisschool De Vos, die op 26 januari 2011 geopend werd. Alle straten zijn naar schrijvers en dichters vernoemd.
Na verschillende vertragingen in de bouw werd de eerste woning betrokken in juli 2008 aan de Jan Wolkersstraat. Het project werd vanaf 2011 opgeleverd, waarbij watervilla's aan de noordkant van de wijk na de kredietcrisis moeilijk verkoopbaar bleken.
De beoogde ontsluiting van de nieuwe wijk via een verbinding naar de Leidseweg is in mei 2008 verworpen door de Raad van State, en loopt dus deels via de Badhuisstraat

#### Pactplan
Voorschoten, Wassenaar en Leidschendam-Voorburg hebben een archeologienota opgesteld en zich verbonden in het Pactplan van Duivenvoorde om te zorgen dat de cultuurhistorische waarden van het gebied niet verloren gaan. Bij de ontwikkeling van Krimwijk II werd voor de start van de bouw een oude veenweg uit de Bronstijd blootgelegd. Het loopt dwars door de nieuwe wijk en zal als wandelpad opnieuw zichtbaar worden gemaakt.

## Naamgeving
Over de naamgeving van de Krimwijk zijn verschillende verklaringen. De meest logische verklaring is dat de wijk genoemd is naar De Krim, een vroeger kronkelende en doodlopende uitloper van het kanaal De Vliet.

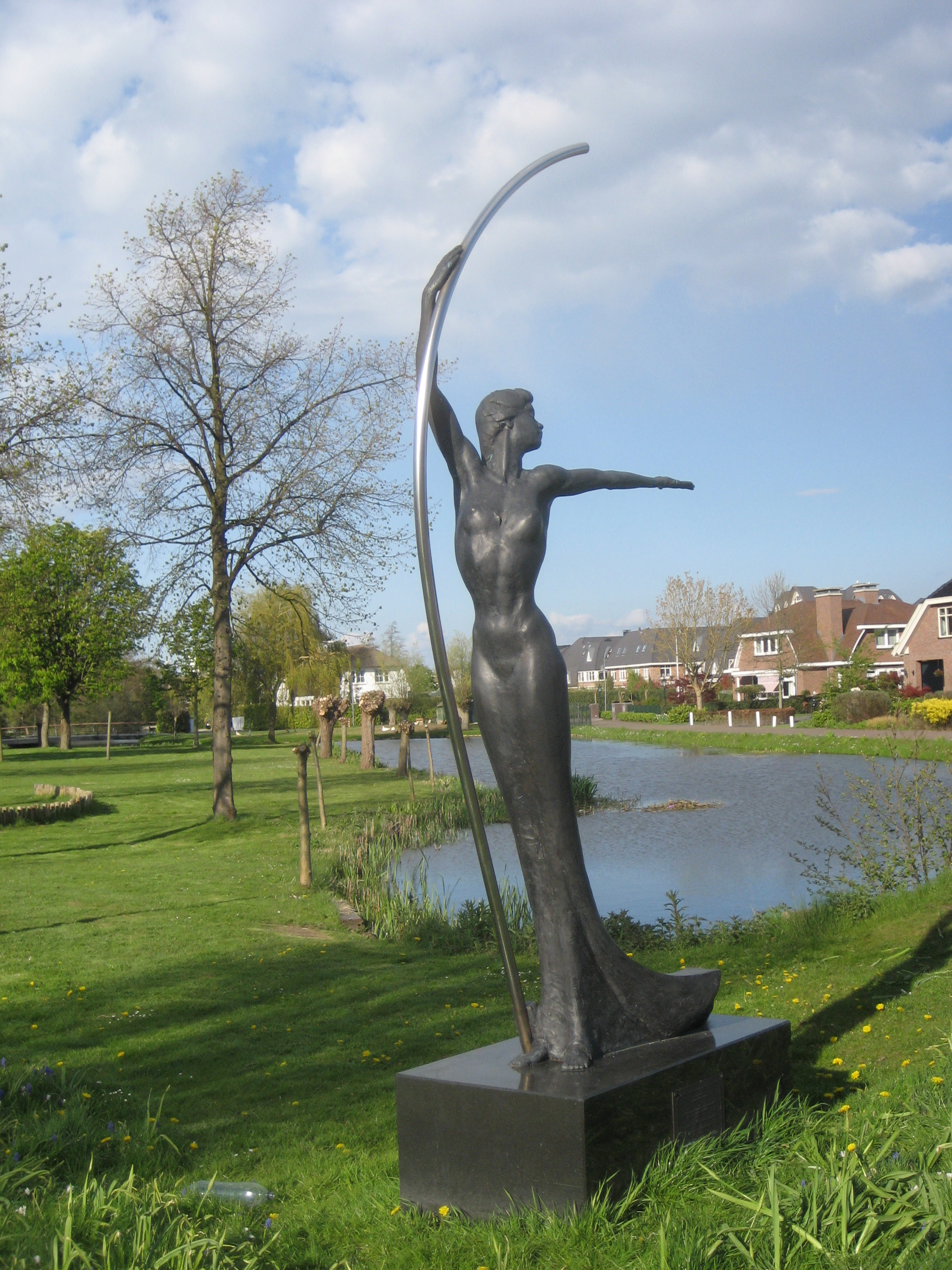
Beeld van Guido Sprenkels bij de entree van de wijk
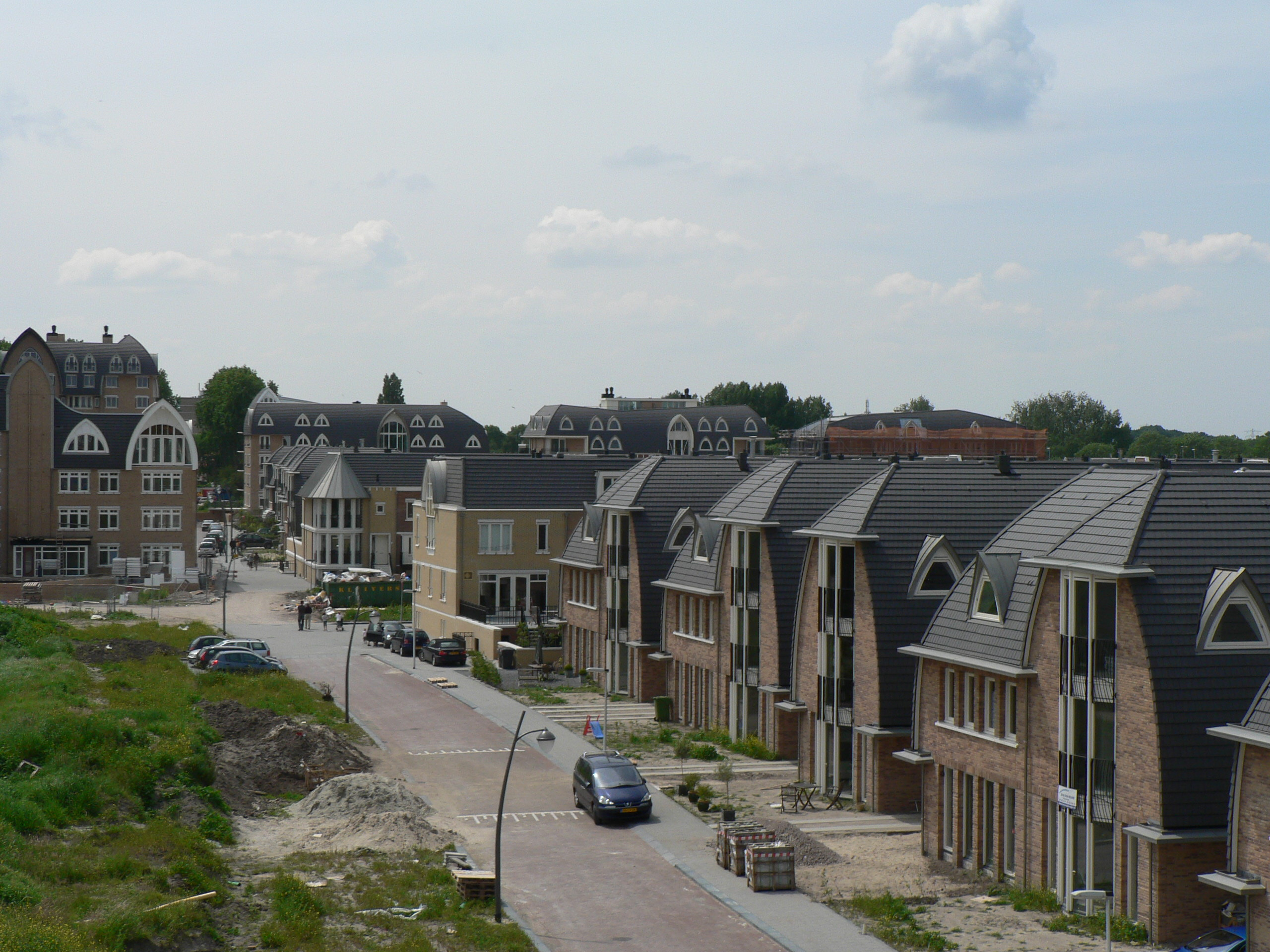
Krimwijk II in aanbouw
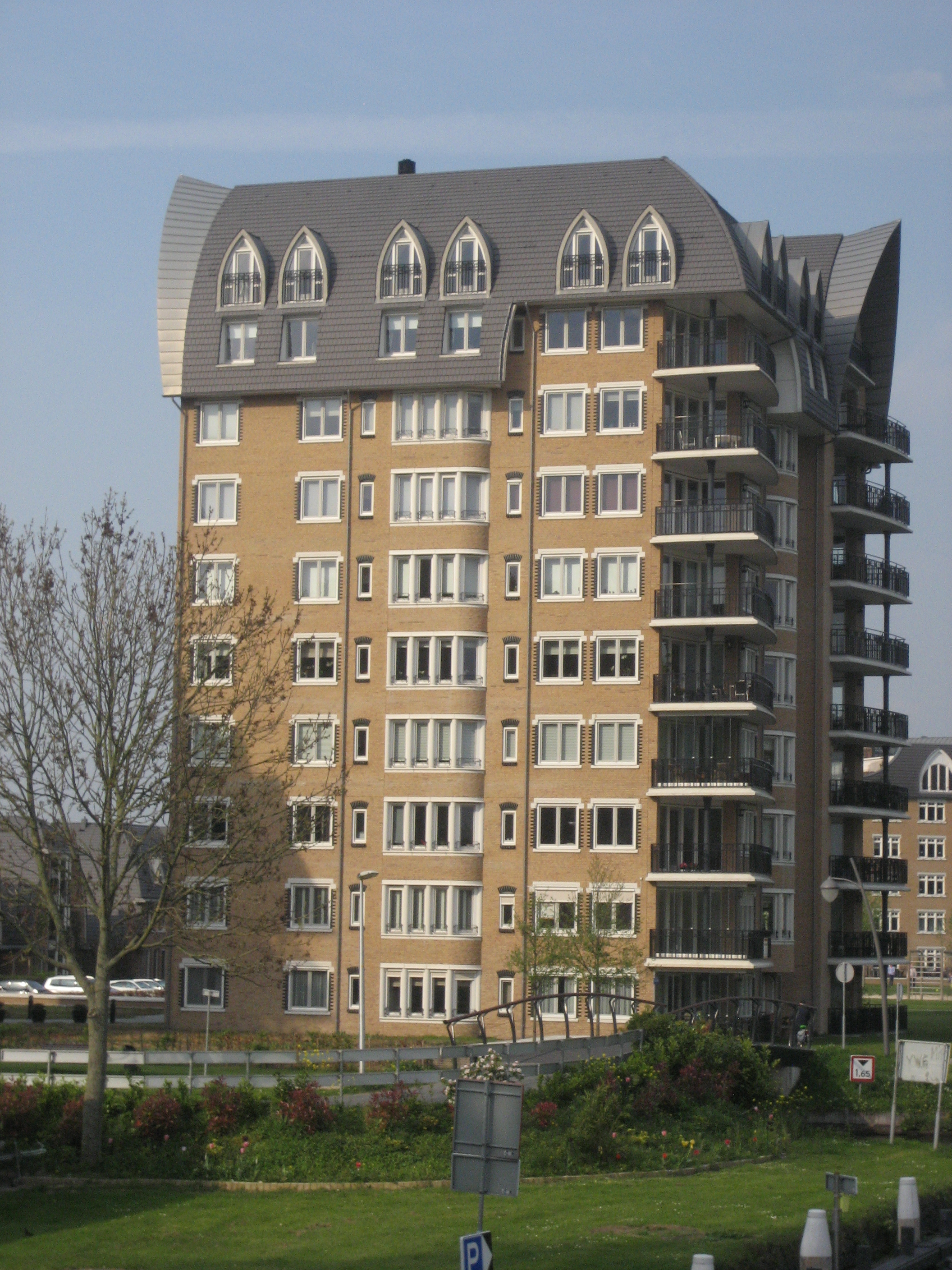
Hoogbouw aan het water
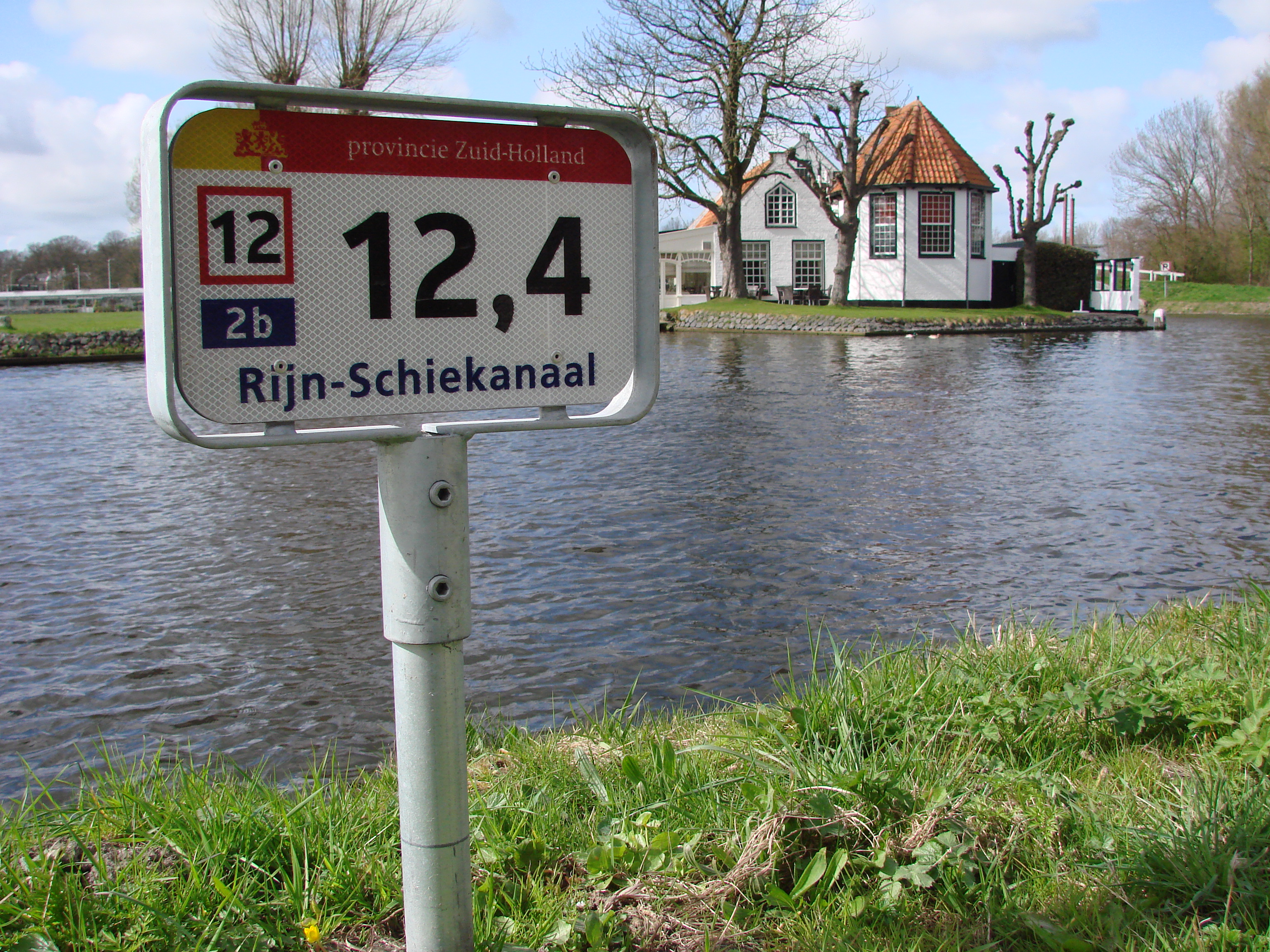
Vliet en restaurant Allemansgeest